# 上野圭一
上野 圭一（うえの けいいち、1941年4月23日 - ）は、日本の鍼灸師・民間医療家・翻訳家。日本ホリスティック医学協会副会長。CAMUNet（代替医療利用者ネットワーク）副代表。

## 経歴
兵庫県宝塚市武庫川町出身。1964年（昭和39年）早稲田大学英文科を経て、東京鍼灸柔整専門学校を卒業する。フジテレビジョンのディレクターを経て、1971年（昭和46年）退社した。

## 著書
- ナチュラルハイ わたしを超えるわたし 六興出版 1990.12  のちちくま文庫
- ヒーリング・ボディ からだを超えるからだ 海竜社 1994.8 のちサンマーク文庫
- 聖なる自然治癒力 浩気社 1997.4
- 代替医療 オルタナティブ・メディスンの可能性 2002.7 (角川oneテーマ21)
- 補完代替医療入門 2003.2 (岩波アクティブ新書)
- わたしが治る12の力 自然治癒力を主治医にする 学陽書房 2005.12

## 共著
- いまなぜ「代替医療」なのか 「癒し」のルネッサンス 治癒系を活かすヒーリング・アート 帯津良一監修 CAMUNet共著  徳間書店 1998.9
- この世とあの世の風通し 精神科医加藤清は語る 春秋社 1998.12
- 統合医療への道  21世紀の医療のすがた 渥美和彦 春秋社 2000.9
- がんを治す食事療法レシピ 帯津良一総監修 法研 2004.9
- スローメディスン まるまる治る、ホリスティック健康論 辻信一 大月書店 2009.12 (ゆっくりノートブック

## 翻訳
- 成功への処方箋 ローレンス・A.アプレー ダイヤモンドータイム社 1975
- ビー・ヒア・ナウ 心の扉をひらく本 ババ・ラム・ダス,ラマ・ファウンデーション 吉福伸逸共訳 エイプリル・ミュージック 1979.2
- 東洋へ 現代アメリカ・精神の旅 ハーヴィ・コックス 平河出版社 1979.11 (Mind books)
- がん-ある「完全治癒」の記録 アンソニー・J.サティラロ,T.モンテ 日本教文社 1983.3
- ドクター・オイルの現代アメリカ健康学 ホリスティック・ヘルスのすべて アーヴィング・オイル 日本教文社 1983.7
- がんにならないからだと心の栄養学 アンソニー・J.サティラロ,T.モンテ 日本教文社 1984.4
- 人はなぜ治るのか 現代医学と代替医学にみる治癒と健康のメカニズム /アンドルー・ワイル 日本教文社 1984.8
- 太陽と月の結婚 意識の統合を求めて アンドルー・ワイル 日本教文社 1986.2
- やすらぎの戦士 ダン・ミルマン 筑摩書房 1987.3
- ワイル博士のナチュラル・メディスン / アンドルー・ワイル 春秋社 1990.10
- 癒しのメッセージ 現代のヒーラーたちが語るやすらぎと治癒の秘訣 R.カールソン,B.シールド編（監訳）春秋社 1991.5 (ヒーリング・ライブラリー)
- タオのリーダー学 新時代を生きぬくための81の戦略 ジョン・ハイダー 春秋社 1992.7
- ヘッド・ファースト 希望の生命学 ノーマン・カズンズ 片山陽子共訳 春秋社 1992.9 (ヒーリング・ライブラリー)
- 魂の再発見 聖なる科学をめざして ラリー・ドッシー 井上哲彰共訳 春秋社 1992.12 (ヒーリング・ライブラリー)
- アメリカ医師会の救急ハンドブック /アメリカ医師会編著 金城千佳子共訳 春秋社 1992.7
- 癒す心、治る力 自発的治癒とはなにか アンドルー・ワイル 角川書店 1995.9  「心身自在」角川文庫、のち原題
- 癒しのアート 現代医学とアートの出会い Wayman R.Spence アプライ 1996.10
- ナチュラル・メディスン・CDブック /アンドルー・ワイル 春秋社 1996.3
- いのちの輝き フルフォード博士が語る自然治癒力 ロバート・C.フルフォード,ジーン・ストーン 翔泳社 1997.2
- 癒す心,治る力 8週間で甦る自発的治癒力　実践編 アンドルー・ワイル 角川書店 1997.9
- 自然治癒力 アンドルー・ワイル 角川書店 1998.7 (ワイル博士の健康相談)
- 毎日の健康 アンドルー・ワイル 角川書店 1998.8 (ワイル博士の健康相談)
- 女性のからだ アンドルー・ワイル 角川書店 1998.9 (ワイル博士の健康相談)
- ヒトはイヌとハエにきけ 異種間コンタクトの方法 J.アレン・ブーン 講談社 1998.4 「動物はすべてを知っている」SB文庫
- 危ないもの アンドルー・ワイル 角川書店 1998.10 (ワイル博士の健康相談)
- ビタミンとミネラルとハーブ / アンドルー・ワイル 角川書店 1998.11 (ワイル博士の健康相談)
- トラブル対処法 アンドルー・ワイル 角川書店 1998.12 (ワイル博士の健康相談)
- 癒しの旅 ピースフル・ウォリアー/ ダン・ミルマン 徳間書店 1998.5 (Natura-eye spiritual)
- 人生は廻る輪のように エリザベス・キューブラー・ロス 角川書店 1998.1 のち文庫
- セラピューティック・タッチ あなたにもできるハンド・ヒーリング /ドロレス・クリーガー 菅原はるみ共訳 春秋社 1999.10
- ワイル博士の医食同源 アンドルー・ワイル 角川書店 2000.9
- 森の旅人 ジェーン・グドール,フィリップ・バーマン 角川書店, 2000.1
- 音はなぜ癒すのか 響きあうからだ、いのち、たましい ミッチェル・L.ゲイナー 菅原はるみ共訳 無名舎 2000.9
- 奇跡のいぬ グレーシーが教えてくれた幸せ ダン・ダイ,マーク・ベックロフ 講談社 2001.7
- ライフ・レッスン /エリザベス・キューブラー・ロス,デーヴィッド・ケスラー 角川書店 2001.11  のち文庫
- ヘルシーエイジング / アンドルー・ワイル 角川書店 2006.3
- 永遠の別れ  悲しみを癒す智恵の書 エリザベス・キューブラー・ロス,デーヴィッド・ケスラー 日本教文社 2007.1